# نورد-اسلین
نورد-اسلین (به هلندی: Noord-Sleen) یک منطقهٔ مسکونی در هلند است که در کوفوردن واقع شده‌است. نورد-اسلین ۴۶۰ نفر جمعیت دارد.